# 陳百祥
陳百祥，BBS（1950年12月3日—），暱稱阿叻，香港男演員、歌手、電視節目主持人、商人，前澳門練馬師。陳百祥早年曾為溫拿樂隊前身The Loosers樂隊成員之一，後曾長期以諧星形象演出多部1980至1990年代香港喜劇電影。2020年6月4日獲頒銅紫荊星章。

## 背景

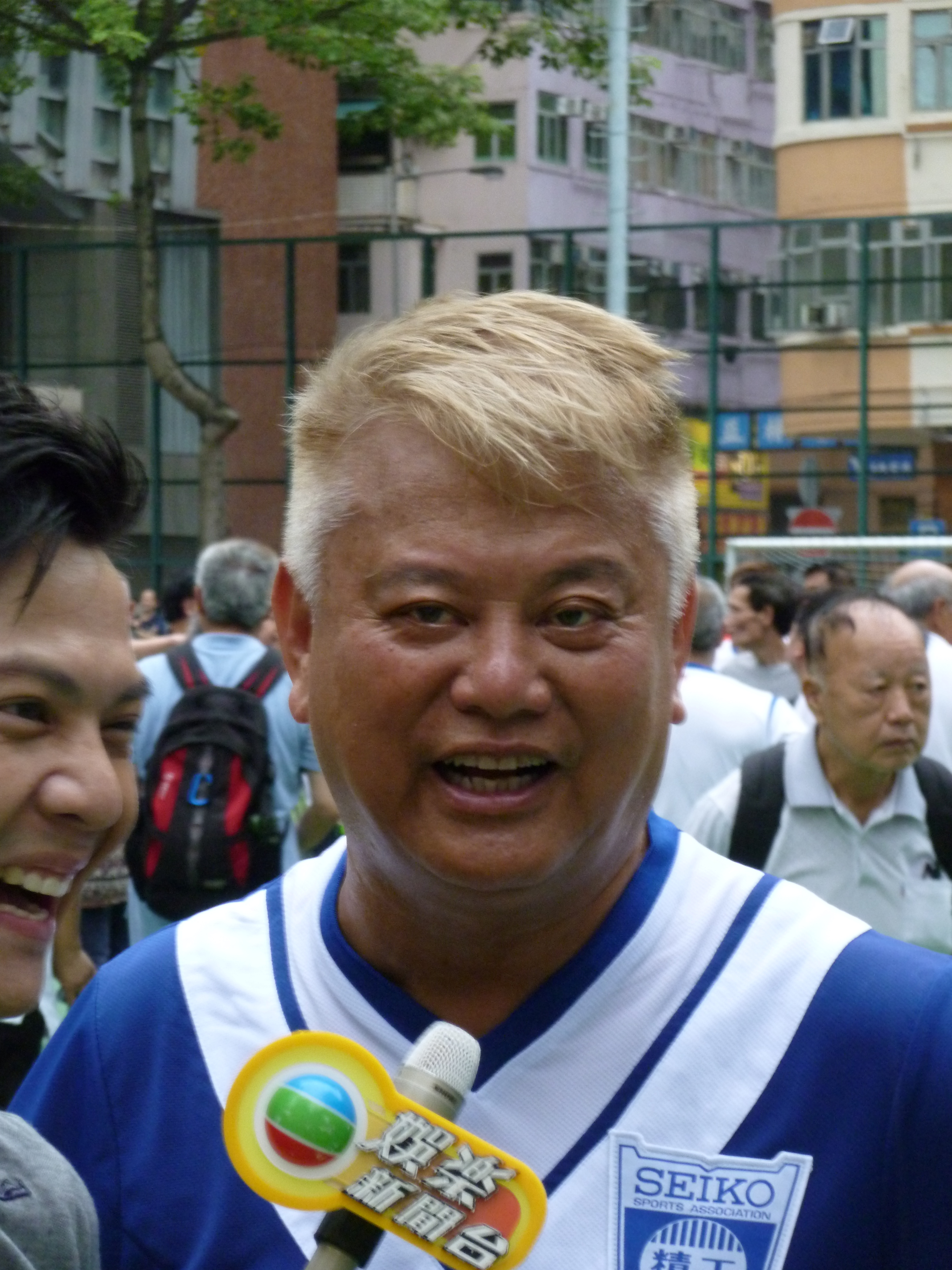
陈百祥於2015年在旺角麥花臣遊樂場訪問

陳百祥在中學時改的洋名 Natalis 是天主教聖名，另一方面信奉佛教及白龍王。他在1956年畢業於灣仔端正中學（幼稚園部），繼而入讀聖若瑟小學（1968年未有摩理臣山現址前與聖若瑟書院共用同一校舍）。小學畢業後於1962年起升讀聖若瑟書院，後來在該校讀至中四年級便因出外唱歌而荒廢學業，並轉讀聖璐琦書院，且在1969年成為昔日位於銅鑼灣電器道的文法英文書院的首屆中五畢業生，同年在香港中學會考取得13分。喜愛唱歌的陳百祥早於學生時代與溫拿樂隊五位成員已是好朋友（他亦是溫拿前身The Loosers的領隊，他的弟弟陳百燊是電子風琴手），更曾帶彭健新離家出走。1969年與他們組成The Loosers。
他在1972年因到中東地區做生意而與弟弟陳百燊離開The Loosers，由鍾鎮濤代替兩人的職位，花了三年開了三家成衣廠，三年後25歲便破產，好友譚詠麟用了自己準備購屋的三萬塊借給了他去破產管理局申請破產。同時他因生意失敗而往天氣炎熱乾旱的中東把剩餘的貨物（雨衣）當為潮流服裝，全部虧本地賣給海盜，因此沒有加入改名後的溫拿樂隊。
2000年正值科網熱潮，陳百祥連同好友譚詠麟及曾志偉等合組東方魅力，並在香港交易所上市，但科網股爆破後賣盤。
2005年，陳百祥再與圈中好友合作，開設Starj & Snazz娛樂經理人公司，並任職總經理，培養多個圈中藝人，如張智霖、狄易達、蔚雨芯、裕美等。Starj & Snazz娛樂經營不善，現已轉手其他公司合併，改名為澳滌娛樂。自2002年4月，陳百祥出任永安旅遊控股有限公司（港交所：1189，現為珀麗酒店控股有限公司）之執行董事。自2019年8月12日起，陳百祥因希望投放更多時間於彼之其他事務，辭任珀麗酒店控股有限公司之執行董事。
2020年10月1日陳百祥獲香港政府頒授銅紫荊星章，官方稱理由為熱衷公益、演藝成就卓越、工作態度為新一代藝人立下典範。他在接受《香港01》訪問時直言自己於2019年發表之撐警言論可能為獲勳原因之一，並強調自己當時說的是肺腑之言，並無其他目的。他獲勳引起不少爭議，不少網友對此感到憤怒，但也有網友留言稱讚陳百祥「眾望所歸」、「不畏黑暴，敢作敢言」、「真英雄」。

### 演藝事業
1978年，陳百祥加入無綫電視，而登上演藝圈。初出茅廬的陳百祥首部電影是《花心大少》，在戲中飾演第三男主角－濶氣大少Lolanto，把香港人的小人物性格演活了。之後的《青蛙王子》、《我愛羅蘭度》、《爛賭英雄》均演羅蘭度Lolanto一角，地位更由第三男主角連跳至第二，及第一男主角。最後更和王晶拍擋編劇，寫《我愛羅蘭度》，完成了其愛情喜劇四部曲。及後的《精裝追女仔系列》的交通燈、《最佳損友》、《摩登如來神掌》；與周星馳合作的《唐伯虎點秋香》的祝枝山及《鹿鼎記》的多隆皆被塑造成搞笑諧星的形象，红遍华语地区。
1979年，他從外國回到香港，加入無綫電視成為基本演員，拍過《青春熱潮》等電視劇。1980年代加入《歡樂今宵》大家庭，並成為《歡樂今宵》的「青少年之夜」的一份子。陳亦從此認定資深傳媒人，另一金牌司儀何守信為其恩師。1982年為TVB台慶節目表演彩排時燒傷左臉和手部。1989年代回到無綫電視，成為主持。
1995年，陳百祥為TVB主持從日本買來版權製作的33集遊戲節目《運財智叻星》，奠定他在無綫的主持一哥寶座，被譽為香港遊戲節目鼻祖。由於整個製作新潮、內容益智，而且陳百祥重視嘉賓配搭、間中向現場觀眾派發現金，節目因而大受歡迎，最高超越40幾收視點至今未破。主題曲《我至叻》更一炮而紅，不但在第十八屆十大中文金曲獲九五年度慈善大碟獎外，其後一年之間在紅館連開七場演唱會。同年獲邀拍攝為他度身訂造的賀歲片《運財至叻星》。
1996年，陳百祥再主持同系列遊戲節目《公益全港智叻星》，共9集，由主持TVB與香港公益金合作炮製。《智叻星》播映完畢後，由其好友曾志偉接棒主持全新遊戲節目《超級無敵獎門人》，陳百祥亦曾擔任「獎門人」及「獎老」一職，並成為該系列節目及其他遊戲節目的常邀的嘉賓隊長。
2003年，為香港電台《開心日報》擔任第一代主持，該晨早節目播出至今。
2004年，正值嚴重急性呼吸系統綜合症襲港低迷潮，適逢《獎門人》宣佈完結，無綫於2005無綫節目巡禮預告邀請陳百祥重新接棒，主理遊戲節目《中華智叻星》。惟後來改為劇集窈窕熟女，擔正男一飾演私家偵探畢奇理。2006年，電台唱片騎師、綜藝節目主持森美、小儀捲入「最想非禮女藝員選舉」風波，其主持的遊戲節目《15/16》 的「星級加強版」由嘉賓主持暫代，陳百祥共主持了六集。2007年，為配合即將舉辦的北京奧運，無綫電視推出《奧運玩得叻》，由陳百祥主持並主唱節目主題曲，逢星期五播放。
2013年，陳百祥包辦外判旅遊節目《叻哥遊世界》，並主唱節目主題曲「即刻變富豪」，更由太陽娛樂文化推出歌曲MV。該節目以食得豪、玩得盡情、獨家享受為招倈，惟被劣評「土豪嘆世界」、「離地」、「賣弄」。2015年11月播出的2016無綫節目巡禮公佈陳百祥將主理一個新秀司儀選拔的節目，暫名《全港司儀挑戰賽》。2015年12月13日，陳百祥在《萬千星輝頒獎典禮2015》中奪得「萬千光輝演藝人大獎」。
2022年8月4日，應邀出山主持遊戲節目《全港智叻星》1集精裝版，重視經典，為演藝生涯畫上完美句號。同日宣佈息影，並透露已有新目標，會轉行另創事業。

## 個人生活
在1970年代，陳百祥參加談泉慶的生日派對，席間認識了黃杏秀。1979年，2人在菲律賓結婚，婚後沒有子女。

## 喜好
陳百祥熱愛運動，是荷蘭隊的忠實支持者。他在香港任康宏晨曦足球隊的名譽會長之一，亦是明星足球隊的隊員之一，不過該球隊的「波品」多次為人詬病。
陳百祥更是賽馬發燒友，至今保持每朝看晨操。他早年在紐西蘭取得練馬師牌照，1990年代中期，曾經在澳門擔任練馬師。1980年代開始，他在香港擁有其名下馬匹，包括「永樂」、「皇者風範」、「尊贏」、「尊係贏」、「莫己若」、「俊鬥仕」、「清風送爽」、「如虎添翼」（與黃杏秀共同持有）等。據報陳百祥曾經多次投注贏得三T。
另一戰績彪炳的著名練馬師「食力簡」簡炳墀和叻哥也份屬好友。陳百祥近年在港名下馬匹多數由何良訓練。

## 政治立場及爭議

### 電視發牌風波為無綫電視辯護
2013年10月時值香港免費電視牌照爭議，11月無綫電視隆重其事慶祝台慶，針對網民呼籲罷看無綫電視節目《萬千星輝賀台慶》及「熄電視」（意即「關上電視」），陳百祥發表「跪地論」，開賭若收視只有3點則「跪回家」，引起熱議。

### 支持政府、警方及批評民主派
2015年12月，陳百祥在麥嘉緯主持的香港電台《我係乜乜乜》一個探討不同年代香港人價值觀的電視節目中，指大部份網民「讀壞書、憎人富貴厭人窮」，又稱讚香港行政長官梁振英政府表現佳，認為香港的自由沒有收緊，「而家人人都鬧緊特首，邊有收緊」，認為「（中共）一早應該全面接管（香港）啦！到2046、2047咪又係畀返佢管，有乜問題？你話喇，你係咪中國人嚟？（到2046、2047年還是交還給中共管，有甚麼問題？你說啦！你是不是中國人？）」又謂外界喜歡將事件政治化。陳百祥則自稱不懂政治，卻在節目中批評社會運動；主持又問他為何幫何君堯站台拉票，陳則稱何君堯「改變到香港」，反指投票給「咩快必（譚得志）慢必（陳志全）嗰啲人就係港豬」。他又批評就讀香港公開大學的學民思潮召集人黃之鋒連八間大學也考不上，「八間大學都考唔到，我點話你叻呀？」黃之鋒在facebook專頁反擊陳百祥的言論，認為考不上八大沒有問題，反諷「陳百祥無讀大學兼會考得13分，咪照樣做咗一線藝人」。結果連串內容引起網民不滿及反擊。
2019年6月發生逃犯條例修訂風波，陳百祥在“撑警队，护法治，保安宁”集会上和谭咏麟、钟镇涛、梁家辉等人公开支持警方。
2019年7月10日，他到灣仔警察總部為警員打氣，表態支持警方執法，又說「非常佩服警員，所有正常的市民都會支持你們」，語畢在場警員都鼓掌歡迎。
2019年7月20日，他與肥媽以司儀身份出席在添馬公園舉行的支持警方執法的守護香港集會，指香港近期發生很多不快事件，但不會畏懼暴力，非常心痛警方被示威人士投擲磚塊和欺凌等行為，及指自己沒有收錢擔任司儀，說「不是錢的問題，是良心問題」。
2019年10月18日當天，流出一條日前他與老婆在某警署內為警察打氣的影片，送上奶茶慰勞警隊，並稱：「如果我當警務處長就好了，兩個月前已經開了真槍，所以就很快解決……」。
2019年11月5日，陳百祥和杜汶澤應港台節目《視點31》之邀對談政局，甫開始二人便有「激烈火花」。陳認為不少示威者並非普通話教學，又沒有接受中史教育，引發是次事件，又指自己「睇唔到差人暴力」、「無怨無仇點解打你呢」，又指自己不信民調結果，又指即使高學歷者都不相信，強調只有警方可維持治安。討論到新屋嶺疑出現強姦事件，陳指這是「海市蜃樓」，做緊嘢邊得閒強姦你。杜汶澤提及自己支持雨傘運動，結果被內地封殺。陳百祥則反問：「乜會有封殺架咩？」雙方亦有討論到7月21日元朗襲擊事件 ，陳百祥先稱當時白衣人無攻擊性武器，後改口指只是藤條、木棍，又指「我哋尊貴的林大議員帶人入去，搞人哋個家鄉 …」，暗指民主黨立法會議員林卓廷發起有關襲擊。有近30萬人觀看直播，香港01就二人辯論進行網上投票，結果74%的網民認為杜汶澤佔優。新聞工作者陳帆川其後撰文評論，陳百祥代表不少「藍絲」特質，擺出一種謙卑的姿態，實則是以退為進，在對方質疑他理據的時候，他就可以退後一步，然後當「黃絲」容易愈說愈激動，從而令人覺得前者較冷靜而理性。不過，「藍絲」的平靜其實是出於他們對香港的「無知」。

### 反對發展粉嶺高球場
2018年5月，香港電台節目《視點31》邀請陳百祥和公民黨立法會議員陳淑莊討論應否收回並發展粉嶺高球場的土地的話題，陳百祥表示「全港與高爾夫球有關的從業員數目高達17萬人」，又指「來得香港就要接受高地價，居住環境狹小不是問題」，又以美國西雅圖等城市「也很多人睡在街頭」作對比。他引述香港鐵路有限公司董事局非執行主席馬時亨的言論，指公民黨等反對派拖慢或阻礙發展。陳百祥的言論被陳淑莊質疑數字的來源和可靠性，要求他詳細解釋。
節目影片在網上流傳後，陳百祥的言論被網民一面倒指責，有網民引用已故香港填詞人兼專欄作家林振強對陳百祥作出的評論：「阿叻（陳百祥）改變不了世界，但他可以獨力改變一個電視節目的質素，任何電視節目，只要見阿叻有份出現，你就知道，這個節目必會變為業餘、不認真，和像馬戲團。」

### 被揭聚衆違反防疫法令
《壹周刊》指，陳百祥於平安夜當晚（2020年12月24日）跟老婆黃杏秀及大班朋友一行12人去到鹽田梓的高級西餐廳「小島大廚」食用私房菜，可能違反晚上6時後禁止堂食和群組聚集不得多於兩人等防疫措施法令。惟香港警方接到有關綫索後並未進一步跟進。

### 九龍塘住宅僭建問題
2020年8月，《壹周刊》報導陳百祥位於九龍塘又一村的單位涉及多項僭建，包括玻璃簷篷、玻璃圍欄、巨型白色玻璃屋以及封露台等。屋宇署曾兩次發信要求拆除僭建物。立場新聞於2021年5月更發現除上述僭建物外，陳百祥亦僭建樓梯，亦室內空間由2,000呎增加至4,000呎。屋宇署確認於2020年9月向陳百祥發出清拆令，要求清拆9個僭建物。2021年7月，陳百祥回應僭建指控，稱「可能啲人就叫我選特首，咁我見到選特首啲人都有僭建，咁我咪同佢哋一樣囉。（可能有些人叫我參選特首，我見一些特首候選人家中亦有僭建，就跟他們同樣僭建。）」

## 演出作品

### 無綫電視
- 1979年 龍鳳呈祥賀台慶
- 1996-1997、1999年至今萬千星輝賀台慶（司儀）
- 1980年代 歡樂今宵
- 1981、1986年 香港小姐競選（嘉賓）
- 1994、1996年至今 香港小姐競選（司儀／評判）
- 1994年 一星期一出奇
- 1994年 普世歡騰創明天
- 1995年 運財智叻星（主持）
- 1996年 公益全港智叻星（主持）
- 1995年 超級無敵獎門人
- 1997年 超級無敵獎門人之再戰江湖
- 1998年 天下無敵獎門人
- 1999年 驚天動地獎門人
- 2002年 吾係獎門人（主持）
- 2004年 繼續無敵獎門人（隊長）
- 2006年 太空至叻超級無敵獎門人 邁向07除夕倒數夜（拍擋：錢嘉樂、林曉峰）
- 2008年 鐵甲無敵獎門人
- 1999年博愛歡樂傳萬家（司儀）
- 2005年 殘酷一叮（嘉賓評判）
- 2005、2007年 翡翠歌星賀台慶（主持）
- 2006-2008年 Astro華麗台電視劇大獎（主持）
- 2006年 15/16（「星級加強版」主持）
- 2006年 美女廚房（嘉賓）
- 2006年 頂CUP世界盃越鬥越強
- 2006年 志雲飯局（嘉賓）
- 2007年 再會歡樂今宵
- 2007年 舞動奇蹟
- 2007年 味分高下（嘉賓）
- 2007年 奧運玩得叻超級預賽（主持）
- 2007年 奧運玩得叻（主持）
- 2007年 一馬當先（共1集）
- 2007、2015、2017年至今 歡樂滿東華（司儀）
- 2008年 2008北京奧運
- 2008年 叻歌正傳
- 2009年 慈善星輝仁濟夜（嘉賓）
- 1999、2005、2007、2009-2019年萬眾同心公益金（司儀）
- 2009年 霎時感動（主持）馬照跑（第132集）乞丐與富翁（第157集）機會（第186集）
- 2002年 名人飯局（第8集）
- 2009年 名人飯堂（第1集）
- 2010年 名人廚房（第9集）
- 2010年 理財有建地
- 2010年 頂Cup世界盃嘉年華
- 2010年至今善心滿載仁愛堂（司儀）
- 2010-2012、2015年至今香港同胞慶祝中華人民共和國成立文藝晚會（司儀）
- 2011年 變身男女Chok Chok Chok（嘉賓）
- 2011年 華麗明星賽（嘉賓）
- 2011年 明周2011人氣品牌企業大獎
- 2011年 飲食天王2011頒獎典禮（主持）
- 2012年 健康醒神我至叻（主持）
- 2012年 TVB非凡夢想節目巡禮2012（主持）
- 2012年 歐洲國家盃2012全城起動
- 2012年 倫敦奧運開幕大派對（主持）
- 2012年 環遊世界明星賽（嘉賓）
- 2012年 2012奧運金牌精英大匯演（主持）
- 2013年 TVB新春黃金慶典（主持）
- 2013年 寵愛wakaka（嘉賓）
- 2013年 決戰一分鐘（嘉賓）
- 2013年 霎時感動（第三輯）釣大魚（第11集）
- 2013年 叻哥遊世界（主持）
- 2013年 開心果永遠欣想妳演唱會（主持）
- 2013年 FIFA洲際國家盃2013 - 開幕森巴嘉年華（主持）
- 2013年 時刻裝備 TVB創造46年傳奇（主持）
- 2014年 超齡打工假期（主持）
- 2014年 2014 FIFA 巴西世界盃 – 開幕森巴嘉年華
- 2015年 今晚睇李（嘉賓）
- 2015年 娛樂3兄弟（嘉賓）
- 2015年 網絡挑機（嘉賓）
- 2015年 望子成才（嘉賓）
- 2015年 星光熠熠耀保良（嘉賓）
- 2015年 抗戰勝利70周年晚會（司儀）
- 2016年 新春開運王（嘉賓）
- 2016年 別了Gag王盧大偉（主持）
- 2016年 里約奧運2016開幕典禮（主持）
- 2016年 里約奧運2016閉幕典禮（主持）
- 2016年 男人食堂（嘉賓）
- 2017年 最佳拍檔（嘉賓）
- 2017年 英格蘭足總盃（旁述）
- 2017年 星光熠熠耀保良（主持）
- 2018年 吉祥金犬耀保良（主持）
- 2018年 新春開運王第三輯（嘉賓）
- 2019年 公益金萬眾同心50年（司儀）
- 2020年 2020最美的夜跨年晚會（司儀）
- 2021年 思家大戰（嘉賓）
- 2023年 溫拿50好時光（嘉賓）
- 2023年 萬千星輝賀台慶（司儀）
- 2023年 歡樂滿東華2023（司儀）

### 亞洲電視
- 1985年 亞洲小姐競選（嘉賓司儀）
- 1990年 搶閘
- 2011年 放眼馬世界（嘉賓）

### Now TV
- 2013年 輝哥的饌賞（嘉賓）

### 香港電台
- 2003年 開心日報 （香港電台第一台）（逢星期一至五，早上10:20-12:00）（主持）
- 2015年 我係乜乜乜（港台電視31）（嘉賓）
- 2019年 視點31（港台電視31）（嘉賓）

### 商業電台
- 2013年 在晴朗的一天出發（雷霆881）（嘉賓）
- 2013年 好出奇（叱咤903）（嘉賓）

### Roadshow
- 2008年 奧運in北京

### 電視劇（無綫電視）
| 翡翠台首播 | 劇 名      | 角 色            | 性 質                         |
| 1978年     | 青春熱潮   | -                | 閑角                          |
| 1978年     | 父子樂     | -                | 閑角                          |
| 1979年     | 楚留香     | 捕快             | 閑角                          |
| 1979年     | 抉擇       | 收數佬           | 閑角                          |
| 1979年     | 過埠新娘   | 龐剛焰           | 閑角                          |
| 1980年     | 風雲       |                  | 閑角                          |
| 1980年     | 上海灘     | 警察             | 閑角                          |
| 1980年     | 上海灘續集 | 醫生             |                               |
| 1980年     | 千王之王   | 招積仔           |                               |
| 1980年     | 衝擊       | 杜念祖           |                               |
| 1981年     | 富貴榮華   | 何堅庭           |                               |
| 2004年     | 功夫足球   | 陳百祥           | 客串                          |
| 2005年     | 窈窕熟女   | 金贵祥（畢奇理） | 第一男主角                    |
| 2016年     | 隱世者們   | 凌凱             | 單元主角（第9-10集-大表演家） |
| 2017年     | 賭城群英會 | 莊坦承（是旦哥） | 第二男主角                    |

### 電影（1970、80年代）
| 年代 | 片名             | 角色           | 合作                                                                                   | 備註                                |
| 1978 | 追趕跑跳碰       | 球證           | 鍾鎮濤                                                                                 | 客串                                |
| 1982 | 82家房客         |                | 惠英紅                                                                                 |                                     |
| 1983 | 花心大少         | Lolanto        | 傅聲、謝賢、鍾楚紅、劉雪華、錢慧儀、石堅                                               |                                     |
| 1984 | 青蛙王子         | Lolanto        | 鍾鎮濤、鍾楚紅、張曼玉、關芝琳、陳惠敏、金燕玲、萬梓良、曹查理、王天林                 |                                     |
| 1984 | 南斗官三鬥北少爺 |                | 陳立品、王晶、張展鵬、傅聲                                                             |                                     |
| 1984 | 我愛羅蘭度       | Lolanto        | 夏文汐、王晶、董驃、艾蒂、陳惠敏                                                       | 男主角                              |
| 1984 | 好彩撞到你       | 吳叻           | 黃韻詩、黃錦燊                                                                         |                                     |
| 1984 | 癲鳳狂龍         | 何律勁         | 惠英紅、馮淬帆                                                                         |                                     |
| 1985 | 開心三響炮       | 花利文         | 曾志偉、陳友、恬妞、古嘉露                                                             | 台譯：快速連環炮                    |
| 1985 | 夏日福星         | 電梯乘客       |                                                                                        | 客串                                |
| 1985 | 求愛反斗星       | 洪家寶         | 張艾嘉、張國榮、邵國華、胡大為、曹查理                                                 |                                     |
| 1985 | 摩登仙履奇緣     | 陳七           | 張曼玉、王晶、汪禹、潘震偉                                                             | 男主角之一                          |
| 1986 | 魔翡翠           | 老大           | 劉德華、王晶、張敏、莫少聰、小彬彬                                                     |                                     |
| 1987 | 爛賭英雄         | Lolanto        | 馮淬帆、高麗虹、楚原、曹查理、王晶                                                     | 台譯：好賭英雄                      |
| 1987 | 天賜良緣         | Ben            | 張學友、鄭裕玲、張曼玉、夏文汐                                                         |                                     |
| 1987 | 用愛捉伊人       | 肥佬祥         | 區瑞強、泰迪羅賓、早見優、譚詠麟                                                       |                                     |
| 1987 | 精裝追女仔       | 交通燈         | 周潤發、張曼玉、馮淬帆、曾志偉、蔣麗萍、翁世傑、張敏                                   | 角色台譯：紅綠燈                    |
| 1988 | 精裝追女仔Ⅱ      | 交通燈         | 劉德華、李美鳳、馮淬帆、曾志偉、劉嘉玲、顏寧、黃韻詩、盧海鵬、王晶                     | 角色台譯：紅綠燈                    |
| 1988 | 撞邪先生         | 老色王         | 鍾鎮濤、鄭裕玲、邱淑貞、王晶、萬梓良                                                   |                                     |
| 1988 | 大話神探         | 戴李察 Richard | 錢小豪、馮淬帆、葉童                                                                   |                                     |
| 1988 | 最佳損友         | 譚室超         | 劉德華、邱淑貞、馮淬帆、曹查理、成奎安、吳君如、唐麗球、陳玉蓮、翁世傑、許英秀         | 角色台譯：豬哥超                    |
| 1988 | 最佳損友闖情關   | 譚室超         | 劉德華、邱淑貞、馮淬帆、曹查理、關之琳、成奎安、鄭裕玲、吳君如、吳啟華、翁世傑、許英秀 | 角色台譯：豬哥超                    |
| 1989 | 小小小警察       | 叻至奇         | 曾志偉、肥媽、恬妞                                                                     |                                     |
| 1989 | 神勇雙妹嘜       | 瀟灑           | 鄭裕玲、張曼玉、曹查理、潘震偉                                                         | 男主角之一                          |
| 1989 | 最佳男朋友       |                |                                                                                        |                                     |
| 1989 | 捉鬼大師         | 陳百通         | 張學友、馮淬帆、鄭則仕、陳奕詩、梁韻蕊                                                 |                                     |
| 1989 | 福星闖江湖       | 陳幫辦         | 盧海鵬、曹達華、王晶、鄭則士                                                           | 客串                                |
| 1989 | 鬼媾人           | 歐公子         | 王晶、夏文汐、關之琳、葉子楣、曹查理、高雄、莫少聰                                     | 台譯：最佳損友闖鬼屋                |
| 1989 | 嘩鬼有限公司     | 孟加拉         | 陳山河、郭秀雲、吳君如、曹查理、邱淑貞                                                 | 台譯：捉鬼有限公司 角色台譯：頑皮豹 |
| 1989 | 猛鬼撞鬼         | 幻影雙雄之一   | 吳君如、江欣燕、樓南光、曹查理、胡楓、曹達華、張國柱                                   |                                     |
| 1989 | 返老還童         | 戴弟祥 大DEE祥 | 曾志偉、林俊賢、呂良偉、許冠英、陳雅倫、童玲、林建明、蔣志光                           | 角色台譯：拱注王                    |

### 電影（1990年代）
| 年代 | 片名                       | 角色                 | 合作                                                            | 備註                              |
| 1990 | 嘩鬼住正隔籬               | 陳百龍               | 張敏、邱淑貞、梅小惠、葉子楣、鍾發、曹查理                      | 台譯：有鬼住在隔壁                |
| 1990 | 靚足100分                  | 整形醫師             | 林俊賢、李嘉欣                                                  | 台譯：帥哥丈夫，客串              |
| 1990 | 起尾注/抢闸孖孖星          | 謝菲                 | 李嘉欣、單立文、梁婉靜、胡楓                                    | 台譯：搶錢兄弟                    |
| 1990 | 摩登如來神掌               | 厲遲                 | 劉德華、王祖賢、梅小惠、元華、曹達華                            | 角色台譯：阿遲                    |
| 1990 | 富貴兵團                   | 墨水筆               | 洪金寶、譚詠麟、劉德華、梅豔芳                                  |                                   |
| 1990 | 至尊計狀元才               | 毛啤蛇               | 劉德華、黃秋生、羅美薇、李嘉欣、陳松勇、田豐                    | 角色台譯：毛屎坑                  |
| 1990 | 天師捉姦                   | 阿祥                 | 吳君如、曹查理、葉子楣、成奎安、胡楓                            |                                   |
| 1991 | 驚天12小時                 | 法拉利醫生           | 劉德華、譚詠麟、羅美薇、梁家仁                                  | 客串                              |
| 1991 | 新精武門1991               | 阿牛                 | 周星馳、鍾鎮濤、蕭芳芳                                          | 客串                              |
| 1992 | 漫畫威龍                   | 阿牛                 | 周星馳、鍾鎮濤、蕭芳芳、張敏、元華、梅小惠、谷峰                | 台譯：新精武門2                   |
| 1992 | 鹿鼎記                     | 多隆                 | 周星馳、張敏、邱淑貞、温兆倫、徐錦江                            |                                   |
| 1992 | 鹿鼎記2神龍教              | 多隆                 | 周星馳、林青霞、李嘉欣、邱淑貞、吳君如、溫兆倫、湯鎮業、秦沛    |                                   |
| 1992 | 武狀元蘇乞兒               | 吏部尚書             | 周星馳、吳孟達、徐少強、林威                                    | 客串                              |
| 1992 | 五福星撞鬼                 | 男鬼                 | 洪金寶、曾志偉、馮淬帆、吳耀漢、秦祥林、呂少玲、邱月清          |                                   |
| 1993 | 芝士火腿                   | Janet（鄭叻）        | 張衛健、曾志偉                                                  | 客串                              |
| 1993 | 超級學校霸王               | 運動會講評           | 張衛健、任達華、楊采妮、苑瓊丹、黎漢持                          | 客串                              |
| 1993 | 至尊三十六計之偷天換日     | 陳聰明（新加坡賭王） | 劉德華、關海山、梁家輝、鍾麗緹、李婉華、尹志強、廖啟智          | 客串                              |
| 1993 | 逃學威龍3之龍過雞年        | 阿敏表哥             | 周星馳、張敏、梅艷芳、黃秋生、梁家仁、周海媚                    | 台譯：逃學威龍3第七感抓財神       |
| 1993 | 唐伯虎點秋香               | 祝枝山               | 周星馳、鞏俐、鄭佩佩、吳鎮宇、陳輝虹 、劉家輝、梁家仁           |                                   |
| 1994 | 戀愛的天空                 | Liza夫               | 吳家麗、張耀揚、梁榮忠、李兆基、王敏德、邱淑貞、林保怡          | 台譯：四個好色的女人              |
| 1995 | 一千零一夜之夢中人         | 黃毓民               | 梁家輝、吳倩蓮、高捷、劉洵、羅家英                              |                                   |
| 1995 | 賭聖2：街頭賭聖            | 比賽講評             | 文雋、釋小龍、葛民輝、甄子丹、林國斌                            | 台譯：小小賭聖，客串              |
| 1996 | 運財智叻星                 | 趙得叻               | 袁詠儀、鍾麗緹、王敏德、黃一飛、吳鎮宇                          | 台譯：運財智多星 角色台譯：趙得智 |
| 1996 | 運財五福星                 | 千王                 | 曾志偉、馮淬帆、苗僑偉、吳耀漢、鄭佩佩                          | 客串                              |
| 1997 | 超級無敵追女仔             | 高級                 | 張慧儀、陶大宇、麥家琪、舒淇、林曉峰、葛民輝、陳彥行、徐若瑄    |                                   |
| 1997 | 超級無敵追女仔II之狗仔雄心 |                      | 黃智賢、張文慈、陳彥行、雷宇揚、谷德昭、張錦程、關寶慧、 關秀媚 |                                   |
| 1997 | 精裝難兄難弟               | 牛達華               | 黃子華、羅嘉良、吳鎮宇、張可頤                                  |                                   |
| 1998 | 超級整蠱霸王               | 整蠱霸王荷蘭叻       | 葛民輝、朱茵、雷頌德、李鞍、姚樂怡、雷宇揚、曾近榮、羅莽        | 台譯: 超級整人霸王                |
| 1998 | 蟲蟲特工隊                 | 毛毛                 | 謝霆鋒、黃秋生、葉佩雯                                          | 配音                              |
| 1999 | 電影鴨                     | 徐屈                 | 羅嘉良、關秀媚、曾志偉                                          |                                   |
| 1999 | 賭俠大戰拉斯維加斯         | 李得叻               | 劉德華、萬梓良、林熙蕾、郁芳                                    |                                   |

### 電影（2000年代）
| 年代 | 片名            | 角色          | 合作 | 備註 |
| 2003 | 大丈夫          | 楊能          | 曾志偉、梁家輝、陳小春                                                                                                  |      |
| 2004 | 精裝追女仔2004  | 叻Sir         | 曾志偉、余安安、余文樂、林子聰、馮淬帆、杜汶澤、黃浩然、苗僑偉、張國強、湯鎮業 、莫少聰、林曉峰、韓君婷、黃泆潼、黃婉伶 |      |
| 2007 | 雀聖3自摸三百番 | 陳雞糊/陳三辣 | 郭晉安、元秋、元華、夏雨、森美、楊思琦、劉綽琪                                                                          |      |
| 2007 | 七擒七縱七色狼  | Rocky         | 林家棟、王祖藍、張兆輝、錢嘉樂、林子善、曾志偉、孟瑤、童愛玲、梁敏儀、趙彤、陳文靜、王子涵、貝安琪                      |      |
| 2008 | 大四喜          | 何必發        | 鄧紫衣、元秋、黃宗澤、林子聰、陳法蓉、陳國坤、洪天明、張文慈、倪玉珍、黃一飛、田啟文、劉以達、張達明                    |      |

### 電影（2010年代）
| 年代 | 片名                    | 角色   | 合作                                                   | 備註     |
| 2010 | 72家租客                | 陳百祥 | 曾志偉、張學友、袁咏仪、黃宗澤、鄧麗欣、王祖藍、鍾嘉欣 |          |
| 2010 | 唐伯虎點秋香2之四大才子 | 祝枝山 | 黃曉明                                                 |          |
| 2010 | 龍鳳店                  | 祝枝山 | 任賢齊                                                 |          |
| 2011 | 笑詠春                  |        |                                                        |          |
| 2013 | 2013我愛HK 恭囍發財     | 夏石森 | 譚詠麟、葉玉卿、曾志偉                                 |          |
| 2015 | 賭城風雲II              | 叻哥   | 周潤發、曾志偉、王晶、余文樂、童菲、姜大衞、羅子喬     |          |
| 2019 | 唐伯虎點秋香2019        | 祝枝山 | 陳浩民                                                 | 網絡電影 |
| 2019 | 新河東獅吼              | 祝枝山 | 陳浩民                                                 | 網絡電影 |

註：電影片名以香港原名為主。角色名稱除附註台譯者，其他皆為台灣翻譯

## 派台歌曲成績
| 派台歌曲成績 | 派台歌曲成績        | 派台歌曲成績 | 派台歌曲成績 | 派台歌曲成績 | 派台歌曲成績 | 派台歌曲成績                                     |
| ------------ | ------------------- | ------------ | ------------ | ------------ | ------------ | ------------------------------------------------ |
| 唱片         | 歌曲                | 903          | RTHK         | 997          | TVB          | 備註                                             |
| 1995年       |                     |              |              |              |              |                                                  |
| 全港至叻星   | 我至叻              | -            | 20           | -            | -            |                                                  |
| 全港至叻星   | 分甘同味            | -            | -            | 2            | -            | 與譚詠麟合唱                                     |
| 1996年       |                     |              |              |              |              |                                                  |
| 全港至叻星   | 小芳                | -            | -            | -            | -            |                                                  |
| 全港至叻星   | 成日咁叻            | -            | 11           | -            | -            |                                                  |
| 思前想後     | 肝膽相照            | -            | -            | -            | 1            | 與譚詠麟合唱                                     |
| 1999年       |                     |              |              |              |              |                                                  |
| 伴你飛       | 伴你飛              | -            | 15           | 17           | 7            | 與李蕙敏合唱                                     |
| 2005年       |                     |              |              |              |              |                                                  |
| 男人心事     | 她的主義            | -            | -            | -            | 3            | 《窈窕熟女》主題曲                               |
| 2008年       |                     |              |              |              |              |                                                  |
| 男人心事     | 馬照跳              | -            | 20           | 4            | -            |                                                  |
| 男人心事     | 男人心事            | -            | -            | 3            | -            |                                                  |
| 2013年       |                     |              |              |              |              |                                                  |
| 獨家試唱     | 即刻變富豪          | -            | -            | 5            | 3            | 《叻哥遊世界》主題曲                             |
| 2014年       |                     |              |              |              |              |                                                  |
|              | We Are The Only One | -            | -            | -            | 1            | 《2014 FIFA巴西世界盃》TVB主題曲 與TVB群星合唱曲 |

| 各台冠軍歌總數 | 各台冠軍歌總數 | 各台冠軍歌總數 | 各台冠軍歌總數 | 各台冠軍歌總數    |
| -------------- | -------------- | -------------- | -------------- | ----------------- |
| 903            | RTHK           | 997            | TVB            | 備註              |
| 0              | 0              | 0              | 2              | 四台冠軍歌總數：0 |

(*)表示仍在榜上

## 音樂（歌曲）
- 我至叻（此曲使陳百祥一炮而紅，於1995年連在香港體育館開七場演唱會，成為香港史上最少歌而舉辦最多的演唱會，設多個歌詞版本）
- 乜話！廣東話
- 各領風騷
- 肝膽相照（與譚詠麟合唱）
- PA PA O MA MA（與譚詠麟、泰迪羅賓、區瑞強合唱）
- 伴你飛（與李蕙敏合唱）
- 馬照跑
- 馬照跳（收錄於 2008年陳百祥個人專輯）
- 男人心事（收錄於 2008年陳百祥個人專輯）
- 她的主義
- 還給孩子（收錄於 2008年陳百祥個人專輯）
- 全城至叻（收錄於 2008年陳百祥個人專輯）
- 奧運玩得叻
- 即刻變富豪
- We Are The Only One（2014巴西世界盃主題曲，與TVB群星合唱)）

### 電視劇主題曲
- 分甘同味（與譚詠麟合唱）（無綫電視劇《總有出頭天》主題曲）（1995年）
- 是是非非是是非（無綫電視劇《娛樂插班生》主題曲）（1995年）
- 運財有福星（運財至叻星）（無綫電視劇《天降財神》主題曲）（1996年）
- 一起跟我唱（無綫電視劇《樂壇插班生》主題曲）（1997年）
- 她的主義（無綫電視劇《窈窕熟女》主題曲）（2005年）

## 廣告／代言
- 意忠行田七人參茶（1983年）
- 埃索石油（1994年）
- 好易通電子字典CA 7-11（1996年）
- 遠航九江雙蒸酒（1998年）
- 永安旅遊至叻至嘆系列（1999年）
- 修身堂（2005年）

修身堂待約- 秀出美麗人生2005（經典廣告）
修身堂月餅（Twins 陳百祥）
- 利澳酒店（2006年－？）

澳門利澳酒店娛樂美食廣告雜誌
- 意大利天堡表（2007年）

鐘表商的港澳區大使
- 保多康強腎通（2010年－）

（電視及硬照廣告代言人）強肝益腎
- 卓宛酒樓

## 外部連結
- 陳百祥在互联网电影资料库（IMDb）上的資料（英文）
- 在AllMovie上陳百祥的頁面（英文）
- 陳百祥在香港影庫上的簡介
- 陳百祥在豆瓣上的资料（简体中文）
- 陳百祥在时光网上的簡介（简体中文）
- Lolanto Quadrilogy（页面存档备份，存于）
- 運財智叻星 陳百祥（页面存档备份，存于）
- 黎海榮尊係贏升格即捧盃 成報